# Ngoại giao Việt Nam thời Nguyễn

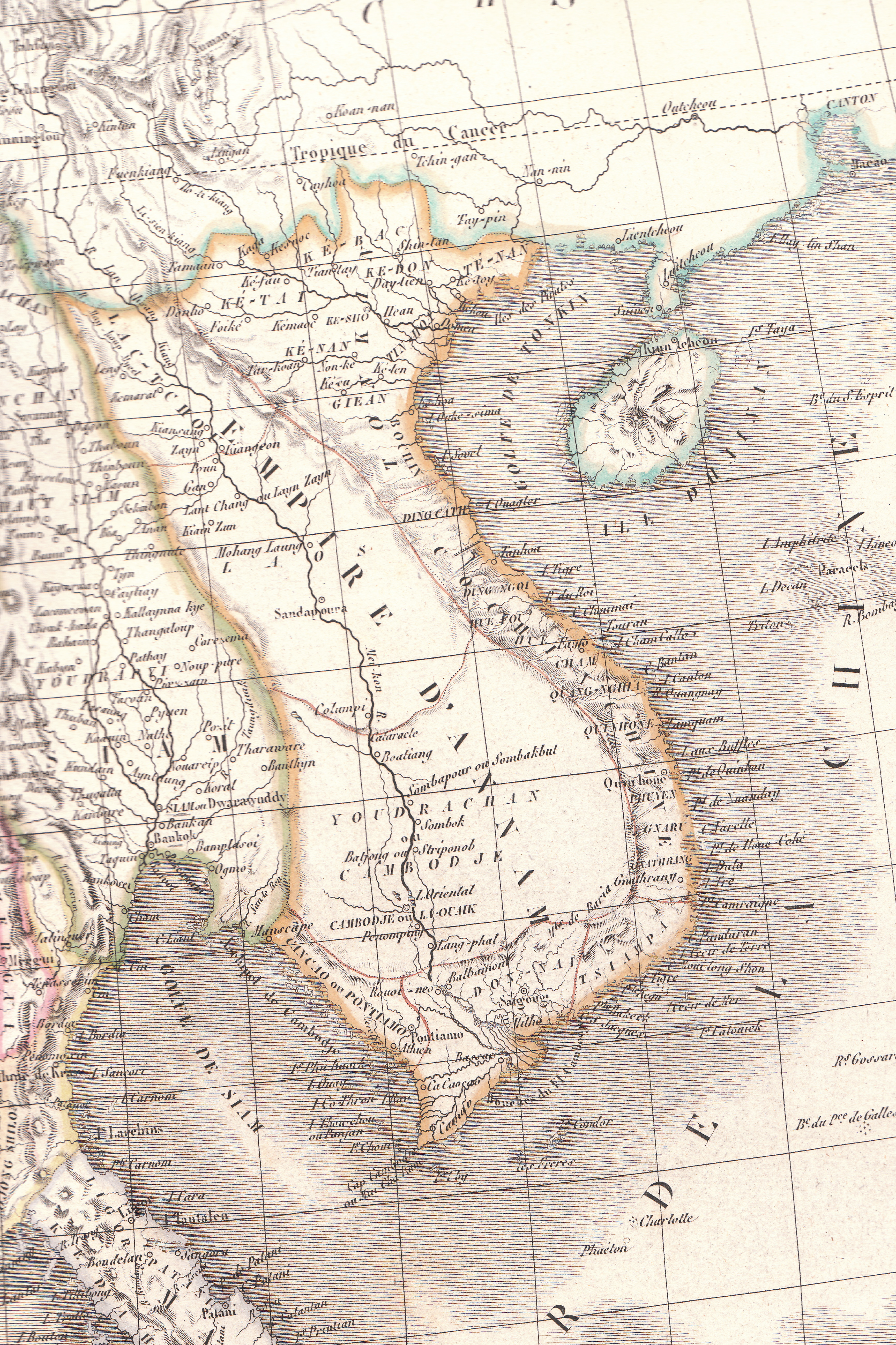
Bản đồ ấn hành năm 1829 ở Pháp vẽ biên cương nước Việt Nam bao gồm cả Cao Miên và Lào

Ngoại giao Việt Nam thời Nguyễn phản ánh những hoạt động ngoại giao giữa triều đình nhà Nguyễn với các quốc gia láng giềng và phương Tây trong thời kỳ độc lập (1802-1884).

## Trung Quốc
Sau khi lấy được Bắc Hà, năm Gia Long thứ nhất (1802) tháng 5, Nguyễn Phúc Ánh đã cử một sứ đoàn do Trịnh Hoài Đức làm chánh sứ sang Quảng Đông để cầu nhà Thanh giúp đỡ trong vấn đề Tây Sơn còn chưa giải quyết xong. Khi ấy, Trịnh Hoài Đức đã mang theo quốc thư của Nguyễn Phúc Ánh và vật phẩm, bao gồm cả sắc thư và kim ấn được nhận từ triều Thanh mà Nguyễn Quang Toản của triều Tây Sơn bỏ lại khi rút lui, đồng thời giải theo ba hải tặc của nhà Thanh bị bắt làm tù binh. Nội dung quốc thư gửi lúc bấy giờ được dịch ra tiếng Pháp. Theo nội dung này, Nguyễn Phúc Ánh tự xưng là “Nam Việt quốc vương” (roi du royaume de Nam-Viet). Họ đặt chân đến Quảng Đông vào tháng 7. Đây là lần tiếp xúc chính thức đầu tiên giữa triều Nguyễn và triều Thanh.

Thế nhưng, khi Trịnh Hoài Đức đến Quảng Đông, triều đình nhà Thanh không đề cập đến vấn đề quốc hiệu, chỉ cho biết rằng họ Nguyễn chưa thống nhất đất nước, cũng không thuộc nước phiên thuộc nên không thể nhận cống vật. Sứ đoàn này chưa hồi hương thì cuối năm đó vua Gia Long tiếp tục hạ lệnh cho Lê Quang Định đem quốc thư và phẩm vật (2 cân kỳ nam, 2 cặp ngà voi, 4 tòa sừng tê, 100 cân trầm hương, 200 cân tốc hương và trừu, the, vải đều 200 tấm) đi xin phong và xin đổi quốc hiệu làm Nam Việt. Trong biểu trần tình Vua Gia Long viết:
“Tiên tổ chúng tôi là Nguyễn Hoàng, có chiến công nhiều, năm Mậu Ngọ (1558) nhà Lê phong cho làm Trấn thủ Thuận Hóa. Mở mang bờ cõi, có chín mười đời. Đến đời Nguyễn Phúc Thuần, chú chúng tôi, bị Tây Sơn giết. Nguyễn Huệ tự xưng Hoàng đế, chiếm cứ cơ nghiệp nhà Lê, may nhờ lượng Cửu trùng, tạm dung cho làm thuộc quốc. Đến đời con là Nguyễn Quang Toàn, thì dân trong nước tự trở lòng, bắt nạp cho chúng tôi và yêu cầu chúng tôi lên thay thế nhà Lê, cho hòa bình như ngày trước.
Tuy dân tâm qui thuận, mà còn chưa biết thiên mạng thế nào. Chúng tôi kính cẩn ủy cho Lê Quang Định, Trịnh Hoài Đức, sang dâng phương vật, để tỏ lòng thành; trộm mong mưa móc thấm đến phương xa, chúng tôi được liệt vào hàng phiên phục. Trong khi chúng tôi gởi bản trần tình biểu, tâm hồn lo sợ, theo khói hương bay đến Thiên đình”
Vua Thanh cho rằng chữ Nam Việt giống chữ Đông Tây Việt nên không muốn cho. Vua Gia Long hai, ba lần phục thư để biện giải, lại nói nếu vua Thanh không cho thì không chịu phong. Sau những tranh luận về tên gọi vì nhà Thanh ngại nhầm lẫn với nước Nam Việt xưa nằm ở lưỡng Quảng và cùng đồng ý đảo ngược lại thành Việt Nam, vua Thanh cho Tề Bổ Sum, Quảng Tây Án sát sứ, đệ cái ấn bạc mạ vàng, có hình lạc đà, đến tại Thăng Long, phong cho Nguyễn Phúc Ánh làm Việt Nam Quốc vương, ấn định thể lệ tiến cống hai năm một lần và cứ bốn năm một lần Việt Nam sẽ phái sứ bộ sang làm lễ triều kính. Đồ cống phẩm gồm: vàng 200 lượng; bạc 1000 lượng; lụa và cấp mỗi thứ 100 cây; sừng tê giác 2 bộ; Ngà voi và quế mỗi thứ 100 cân. Năm sau (1803), Sứ thần nhà Thanh đến tại Thăng Long, Vua Gia Long đón tiếp vào điện Kính Thiên, cử hành lễ thọ phong chính thức.
Theo yêu cầu của nhà Thanh, năm 1803 và 1805, sứ tạ ân được Nhà Nguyễn thay thế bằng sứ triều cống năm 1804. Song có lúc sứ triều cống kiêm luôn sứ tạ ân, khi số lượng sứ giả lâm thời không nhiều do có khi nhà Thanh yêu cầu ngừng cử sứ chúc mừng và sứ điếu vấn. Tháng 8 năm 1809, sứ đoàn Việt Nam sang mừng thọ vua Gia Khánh 50 tuổi. Liên tục từ 1813, 1817 và 1819 việc giao thiệp giữa Gia Long và nhà Thanh được êm đẹp. Cho đến năm 1839, năm cuối đời Minh Mạng (1820-1840), do triều cống được quy định thành bốn năm một lần giống như đối với Lưu Cầu và Xiêm La nên con số này càng giảm. Mặt khác, đối với các vật phẩm triều cống, triều Thanh đã cắt giảm rất nhiều cho vương triều Tây Sơn và nhà Nguyễn so với nhà Lê, chỉ bằng nửa giá trị trước đây, nên giá trị vật chất của triều cống càng trở nên mờ nhạt.

Số lượng sứ giả và giá trị vật phẩm triều cống của nhà Nguyễn với nhà Thanh đã giảm so với thời kì đầu, song quan hệ triều cống bình thường giữa hai nước không thay đổi. Nhưng khi vụ loạn Thái Bình thiên quốc nổ ra (1851-1864), nhà Thanh đã yêu cầu ngừng triều cống và trong vòng mười sáu năm sau đó không có sứ giả nào được cử đi. Cụ thể, quan hệ triều cống tạm ngừng sau khi nhà Nguyễn cử sứ giả sang theo quy định vào năm 1852, năm ngay sau vụ loạn xảy ra, đến năm 1868 thì được nối lại. Từ sau đó, nhà Nguyễn cử sứ thần sang nhà Thanh bốn lần vào các năm 1870, 1872, 1876 và 1880. Sau này, vào năm 1883, giữa lúc nội cung Huế có biến, Hiệp Hòa (7~11/1883) định cử sứ giả sang nhà Thanh cầu phong để củng cố địa vị của mình. Vấn đề là, vùng Đông Kinh lúc bấy giờ bị quân đội Pháp chiếm giữ nên đã không thể sử dụng đường bộ như trước đây. Vì vậy, Hiệp Hòa đã thỉnh cầu nhà Thanh cho đi bằng đường biển và được chấp thuận. Song ngay sau đó ông đã bị quyền thần là Tôn Thất Thuyết và Nguyễn Văn Tường hạ độc nên không thực hiện được. Sứ giả cuối cùng của nhà Nguyễn sang nhà Thanh là sứ giả sang xin sắc phong cho Kiến Phúc (1883-1884), Tuy nhiên, Kiến Phúc cũng không được sắc phong vì chỉ sau khoảng nửa năm trên ngôi vị đã chết vì bệnh tật. Kết cục, quan hệ triều cống giữa nhà Nguyễn và nhà Thanh được tiến hành liên tục trong tám mươi năm, từ năm 1803, đã chấm dứt khi Việt Nam hoàn toàn trở thành thuộc địa của thực dân Pháp theo hiệp ước Pa-tơ-nốt năm 1884.

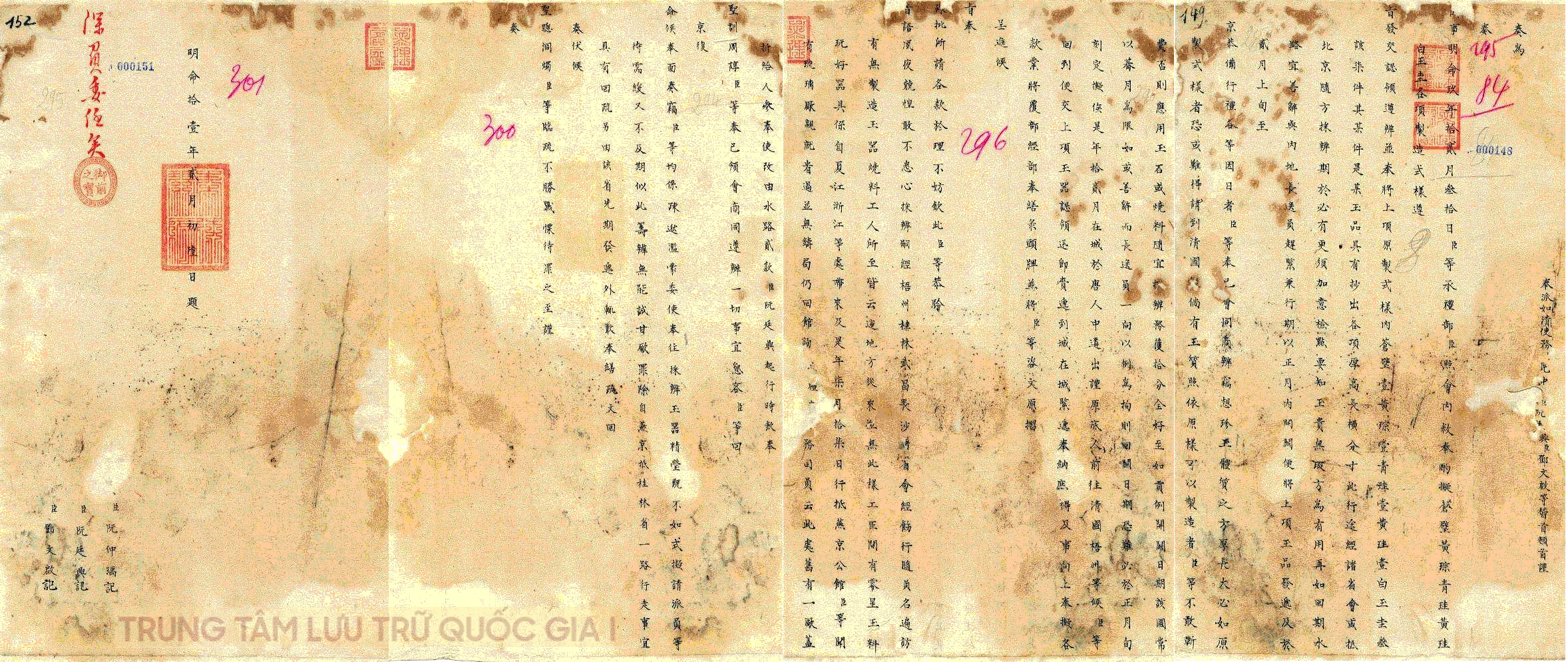
Bản tấu của Đặng Văn Khải, Khâm phái sứ bộ sang nhà Thanh công vụ về việc tìm mua các loại ngọc quý (1830)

Trong quan hệ với Trung Hoa, các đời vua nhà Nguyễn đã cố gắng phát huy truyền thống ngoại giao của dân tộc, tái lập quan hệ ngoại giao và bình thường hóa quan hệ với Trung Hoa để ổn định và phát triển đất nước. Gia Long tiếp tục thực hiện đường lối ứng xử truyền thống “trong xưng đế, ngoài xưng vương”, nhận “sắc phong” và thực thi “triều cống” nhưng hai nội dung này ở thời Gia Long nói riêng, triều Nguyễn nửa đầu thế kỷ XIX nói chung, vẫn dựa trên cơ sở của tinh thần hòa hiếu. Từ đời Gia Long đến đời Tự Đức, các vua triều Nguyễn đều chỉ xin nhận “sắc phong” khi đã lên ngôi xưng đế. Tuy khéo nhún nhường, mềm dẻo, nhưng các vua đầu triều Nguyễn vẫn thể hiện vai trò của hoàng đế của một quốc gia độc lập đối với nhà Thanh.
Các vị vua trong đó có vua Gia Long và cả tầng lớp trí thức, đều thích Nho học, nghĩ rằng Trung Quốc là ngọn nguồn của tri thức. Nên một trong những nhiệm vụ quan trọng sứ thần khi đi sang nhà Thanh là mang về các thư tịch Trung Quốc, nhất là thư tịch mới phát hành. Điều này có thể thấy qua chỉ dụ của vua Minh Mạng đối với sứ giả đi sứ nhà Thanh năm 1829, yêu cầu tìm mua cổ thi, cổ họa và cổ nhân kỳ thư. Đồng thời, nếu có thể tìm được thực lục của nhà Thanh thì dù chỉ là bản thảo cũng bằng mọi giá phải mua về. Những thư tịch này còn là tài liệu tham khảo quan trọng của triều đình nhà Nguyễn để xây dựng các chế độ pháp luật hay chế độ chính trị,... 
Về mặt văn hóa, nhiệm vụ chính khác của sứ thần đi sứ nhà Thanh là truyền bá nước mình là một nước văn hóa. Vì vậy khi tuyển chọn sứ thần đi sứ nhà Thanh, nhà Nguyễn đề cao tài ngoại giao cũng như tri thức về văn hóa. Theo vua Minh Mạng, sứ thần đi sứ nhà Thanh phải là người giỏi văn học và ngôn ngữ, nếu là người kém cỏi thì chỉ chuốc lấy sự khinh miệt của nước khác. Bởi vì, những người này không chỉ phải đối đáp thơ văn một cách bình đẳng với các quan lại nhà Thanh mà họ còn phải thi thố văn chương với các sứ thần đến từ Triều Tiên. Mặt khác, các vua nhà Nguyễn cũng lo lắng không biết sứ giả được cử đi sứ nhà Thanh có làm xấu thể diện quốc gia hay không. Năm 1809 và 1817, khi sứ thần đi sứ nhà Thanh chuẩn bị đi, đích thân vua Gia Long đã vời các sứ thần vào và ra nghiêm lệnh rằng, các ngươi phải giữ gìn quốc thể và làm sao cho mối bang giao được vững chắc. Việc chú trọng đến sứ giả bang giao không phải xuất phát từ lòng tôn kính đối với nhà Thanh mà là để không bị chuốc lấy sự ghét bỏ hay khinh miệt của nhà Thanh. Những điều sau đây sẽ cho thấy, vua nhà Nguyễn có xu hướng không những không kính trọng nhà Thanh, mà ngược lại còn coi nhà Thanh là di địch. Bên cạnh đó, các vua đầu triều Nguyễn còn tỏ rõ sự cứng rắn và nguyên tắc khi bị động chạm đến độc lập của nước và bản sắc văn hóa của dân tộc trong sự đối sánh với Trung Hoa. Khi bàn về trang phục trong lễ Dụ tế, Minh Mạng khẳng định “Ta tự theo lễ nước ta”.
Nhà Nguyễn đã tự coi mình là nước văn hóa nên nếu nhà Thanh không đối đãi tương xứng thì nhà Nguyễn thể hiện thái độ bất mãn. Năm 1840, Bộ Lễ báo cáo với nhà vua về việc sứ thần đi sứ nhà Thanh năm trước đã bị nhà Thanh xếp hàng sau sứ thần các nước Cao Ly (Triều Tiên), Nam Chưởng, Xiêm La, Lưu Cầu và hỏi rằng phải đối ứng thế nào. Vua Minh Mạng trả lời: việc này do sơ suất của bộ Lễ nhà Thanh, Cao Ly là nước văn hiến thì đã đành, Nam Chưởng là nước triều cống của chúng ta, Xiêm La và Lưu Cầu là nước Di địch nên không thể như vậy được. Ông nói thêm rằng, sau này còn có chuyện như vậy, các ngươi hãy ra khỏi hàng, thà bị trách phạt còn đỡ hơn.
Lí do quan trọng hơn khiến triều đình nhà Nguyễn tiếp nhận thể chế triều cống của nhà Thanh là muốn duy trì sự an toàn của vương triều bằng cách tránh đối đầu về mặt quân sự và xây dựng quan hệ thân thiện với nhà Thanh. Nhà Nguyễn chưa từng bị nhà Thanh xâm lược lần nào, trong khi trước khi lập vương triều đã mười lần Trung Quốc xâm lược Việt Nam, không những thế, trước khi nhà Nguyễn được lập nên khoảng mười năm, năm 1788 nhà Thanh đã xâm lược Việt Nam, nên đây là mối lo không nhỏ đối với các vua nhà Nguyễn. Việc Nguyễn Phúc Ánh cử Trịnh Hoài Đức đi sứ trước khi tấn công Hà Nội đã nói lên điều này. Nó xuất phát từ ý đồ ngăn chặn sự can thiệp của nhà Thanh bằng việc thể hiện rõ ràng sẽ triều cống nhà Thanh. Tuy nhiên trên thực tế, nhà Thanh lúc bấy giờ đã bước vào thời kỳ suy thoái nên sau vụ loạn Bạch Liên giáo (1796-1805),… đã không còn sức để can thiệp vào Việt Nam. Đây là lí do khiến triều cống của Nguyễn Phúc Ánh cũng như việc sắc phong ông là Việt Nam quốc vương dễ dàng được chấp thuận.
Vì triều Nguyễn nghĩ rằng nhà Thanh là sự tồn tại mang tính uy hiếp nên các đời vua quan tâm đến tình hình nhà Thanh là điều đương nhiên. Do đó đã thành thông lệ, khi các sứ thần đi sứ Thanh về nhà vua thường vời ngay vào và hỏi về tình hình nhà Thanh. Tháng 12 năm 1818, ngay khi các sứ thần đi sứ nhà Thanh về, vua Gia Long đã hỏi về tình hình nước Thanh. Vua Minh Mạng là người  quan tâm sâu sắc đến tình hình nhà Thanh và luôn cố gắng để có được những thông tin ấy. Ông đã yêu cầu sứ thần đi sứ nhà Thanh viết Sứ trình nhật ký và phải viết chi tiết những điều mắt thấy tai nghe ở Trung Quốc. Tháng 4 năm 1832, vua Minh Mạng khiển trách ba sứ giả được cử đi đã ghi lại hết sức đại khái về tình hình nhà Thanh không như ý đồ của ông. Ông ra lệnh, sau này các sứ giả phải ghi lại chính xác tình hình nhà nước và dân tình nhà Thanh còn những địa danh, v.v… đã biết thì không cần phải ghi lại. Theo Đại Nam thực lục, khi thấy những thông tin mà các sứ thần đi sứ nhà Thanh mang về chưa đủ, tháng 10 cùng năm, ông yêu cầu các quan lại ở Hà Nội mua “kinh sao” (công báo của nhà Thanh) từ các thương nhân nhà Thanh và dâng lên. Lúc ấy, trong “kinh sao” không ghi lại vụ tuyết lớn ở Nam Kinh hồi tháng 1 năm đó khiến dân chúng chết cóng nhưng Minh Mạng đã nghe được tin đó và hạ lệnh phải ghi lại ngay, cho thấy ông chú trọng đến việc thu thập tin tức nhà Thanh đến mức nào. Như vậy việc triều cống nhà Thanh của triều Nguyễn ngoài việc giảm nhẹ sự uy hiếp của nhà Thanh bằng việc kết thân, còn có ý đồ đề phòng sự uy hiếp có thể xảy ra sau này.
Một lí do quan trọng khác mà các đời vua nhà Nguyễn muốn duy trì quan hệ triều cống là muốn xác lập quyền uy về mặt đối nội từ việc được sắc phong bởi vua nhà Thanh. Vì Việt Nam chịu ảnh hưởng của văn hóa Trung Quốc rất lâu nên các đời vua đều nghĩ rằng việc được vua Trung Quốc sắc phong là điều đương nhiên, do đó Nguyễn Phúc Ánh không thể không trọng thị thông lệ đó. Thực ra, việc được sắc phong từ vua Trung Quốc hay không có ảnh hưởng tuyệt đối đến tính hợp pháp và quyền lực của vua Việt Nam. Việc vội vàng sắc phong trước khi thống nhất đất nước của Nguyễn Phúc Ánh ngoài việc muốn loại trừ sự can thiệp của nhà Thanh còn có cả ở lí do trên. 
Việc vua Hiệp Hòa xin nhà Thanh sắc phong nhằm củng cố địa vị của mình. Lúc bấy giờ, ông đang rơi vào thế ngàn cân treo sợi tóc. Sau đời vua Tự Đức là đời vua Dục Đức (1883), nhưng Dục Đức bị phế chỉ trong ba ngày kể từ khi lên ngôi bởi Tôn Thất Thuyết và Nguyễn Văn Tường. Vua Hiệp Hòa được họ lập lên nhưng quyền điều hành lại nằm trong tay của hai người này, còn vua, đã không hề có quyền lực lại còn nằm trong tình trạng có thể bị phế bất cứ lúc nào. Trước tình hình ấy, ông muốn được nhà Thanh sắc phong. Vì Việt Nam được công nhận là quốc gia độc lập hoàn toàn theo điều 2 của hiệp ước Giáp Tuất nên việc ông cử sứ giả cầu phong bị coi là vi phạm hiệp ước. Dù vậy, việc vẫn cử sứ giả cầu phong cho thấy rõ ràng sắc phong có ý nghĩa tượng trưng quan trọng nhường nào.
Mục đích kinh tế cũng là một nguyên nhân quan trọng khiến triều Nguyễn tiếp nhận thể chế triều cống của nhà Thanh. Trong bối cảnh lúc bấy giờ, khi mà hoạt động mậu dịch tự do tư nhân nhà Thanh và nhà Nguyễn bị hạn chế không như ngày nay thì chế độ triều cống đã đóng vai trò quan trọng với tư cách là mậu dịch cấp nhà nước thông qua việc qua lại của các sứ thần. Nhà Thanh dù sao cũng cho phép thương nhân của nhà Thanh tham gia vào hoạt động mậu dịch với Việt Nam một cách hạn chế nhưng tuyệt đối không cho phép các thương nhân Việt Nam được sang Trung Quốc. Nhà Nguyễn thì khác với nhà Thanh, ngay từ đầu triều đình đã cấm dân chúng xuất cảnh vì mục đích cá nhân. Lệnh cấm nghiêm khắc đầu tiên được ban ra có cái tên Luật cấm vận đường bộ và đường thủy vào năm 1816 dưới thời vua Gia Long. Sở dĩ có lệnh cấm này là do các vật phẩm cấm xuất khẩu như gạo, muối, vàng, bạc, đồng, sừng trâu, ngà voi,… “chảy” sang Trung Quốc thông qua con đường buôn lậu. Nhà Thanh cũng nghiêm cấm xuất thép, chì, lưu huỳnh,… Trước tình hình này, triều đình nhà Nguyễn không còn cách nào khác phải mua vật phẩm thông qua các sứ thần.
Trước khi các sứ thần chuẩn bị đi sứ, nhà Nguyễn đưa cho danh mục các vật phẩm được vua nhà Thanh ban hoặc các mặt hàng phải mua, và các sứ thần chỉ được phép tuân theo. Ngoài những thứ quan trọng trong số các mặt hàng mua từ nhà Thanh như thư tịch, còn có nhân sâm, dược liệu, trà Tàu, giấy,…. Các sứ thần nếu không mua đầy đủ các mặt hàng triều đình yêu cầu khi về nước sẽ bị xử phạt. Điều này có thể thấy qua việc các sứ thần đi sứ nhà Thanh năm 1830 là Nguyễn Trọng Vũ, Nguyễn Đình Tân, Đặng Văn Khải bị cách chức. Trước khi đi, họ được lệnh của vua Minh Mạng xin với Bộ Lễ của nhà Thanh rằng, nước chúng tôi ít nhân sâm nên thay cho các vật phẩm vua ban trước đây bằng nhân sâm Quan Đông, đồng thời phải mua thương bích, hoàng tông, hoàng khuê, thanh khuê (các vật phẩm bằng ngọc). Thế nhưng họ làm mất thể diện quốc gia vì nói rằng cần nhân sâm vào việc hiếu dưỡng. Thêm vào đó, tất cả các vật phẩm bằng ngọc họ phải mua đều là thủy tinh. Đó là những lí do khiến họ bị xử phạt. Việc mua nguyên vật liệu không chỉ diễn ra khi sứ thần đi sứ theo định kỳ mà tất nhiên khi sứ giả lâm thời đi sứ cũng vậy. Tháng 12 năm 1847, khi cử sứ thần sang thông báo cho nhà Thanh việc hoàng đế Thiệu Trị qua đời, Tự Đức đã đưa danh sách các vật phẩm phải mua như các đồ dùng bằng ngọc, đồ chơi, đồ cổ, đồ sành sứ và các đồ quý hiếm khác. Thế nhưng, một viên quan giám sát đã rằng vua mới lên ngôi nên cần phải giản dị, hơn nữa sứ thần đi sứ để báo việc tang nên không thể mua xa xỉ phẩm. Vì vậy, việc này đã bị đình lại.
Mậu dịch cấp nhà nước thông qua các sứ thần đi sứ nhà Thanh không phải xuất phát từ lí do Trung Quốc “đất rộng, sản vật nhiều” như suy nghĩ của người Trung Quốc. Theo vua Minh Mạng, hàng hóa được làm ra từ các nơi khác nhau, việc đổi chác các đồ vật mình có lấy đồ vật mình không có từ cổ chí kim là điều đương nhiên. Như vậy vua Minh Mạng chỉ coi rằng, nếu hàng hóa có ở Trung Quốc mà không có ở Việt Nam hoặc ngược lại, không có ở Trung Quốc mà có ở Việt Nam thì có thể trao đổi những hàng hóa này cho nhau. Mọi vật phẩm mà các sứ thần mua về từ nước Thanh được cất giữ tại cơ quan phụ trách việc tiêu dùng và chi trả của hoàng thất. Việc cất giữ này không chỉ để hoàng thất sử dụng. Nhà vua còn dùng những vật quý hiếm này để ban thưởng hoặc tặng quà cho các quan lại, các sứ thần đi sứ nhà Thanh, đôi khi còn được dùng để bổ sung cho nguồn tài chính địa phương. Xét cho cùng, các vật phẩm này được các đời vua sử dụng như một phương tiện nâng cao quyền lực của mình.
Các vua nhà Nguyễn và tầng lớp trí thức tôn trọng văn hóa Trung Quốc và cố gắng để mô phỏng những điều đó, nhưng đối với triều Thanh hay người nước Thanh thì không hề có sự tôn trọng của kẻ dưới chút nào. Đó là lí do khiến nhà Nguyễn gọi nhà Thanh là Bắc triều hay Thanh quốc, gọi người nước Thanh là Bắc nhân hoặc Thanh nhân. Ngoài ra, có nhiều khi nhà Nguyễn gọi người Trung Quốc là Đường nhân phải chăng  là vì thái độ miệt thị do nhà Thanh được lập nên bởi dân tộc khác với dân tộc của người Trung Quốc. Chính vì vậy, người Việt Nam tuyệt nhiên không biết đến khái niệm “thiên hạ” hay “thiên tử” kiểu Trung Quốc. Mặt khác, vua Gia Long gọi Việt Nam là “Trung Quốc” và áp dụng khái niệm người Trung Quốc truyền thống với nước mình.
Trong quan hệ với nhà Thanh, triều Nguyễn chính thức sử dụng thuật ngữ “triều cống”, nhưng về mặt đối nội, gọi đó là “bang giao”, dùng chữ “như” (如- trong trường hợp này nghĩa là “đi”) trong từ sứ giả đi sứ nước Thanh gọi là “như Thanh sứ”. Bang giao chỉ có nghĩa là quan hệ ngoại giao thuần túy giữa nước này và nước khác, không tồn tại quan niệm trên dưới. Không chỉ đối với quan hệ của mình với nhà Thanh, nhà Nguyễn cũng nhìn quan hệ giữa các triều đại Việt Nam trước đây với Trung Quốc là “bang giao”. Điều này có thể thấy trong Bang giao lục do Lê Thống biên soạn năm 1819.
Thuật ngữ “bang giao” được bắt đầu sử dụng lần đầu tiên vào thời Tây Sơn, đến triều Nguyễn thì hoàn toàn thông dụng. Các đời vua trước đây kể từ khi Đinh Bộ Lĩnh lập nên triều Đinh (966-980) năm 966, tuy được hoàng đế Trung Quốc sắc phong nhưng trong nước đều xưng là hoàng đế và đều sử dụng niên hiệu riêng giống như trường hợp của triều đình nhà Nguyễn. Ngay cả việc lấy quốc hiệu cũng không cần sự công nhận của hoàng đế Trung Quốc. Không những thế, khi cử sứ thần sang Trung Quốc cũng dùng chữ “như” (如 -đi), gọi là như Tống, như Nguyên, như Minh, còn chữ “cống” (貢) thì trong Đại Việt sử ký toàn thư không tìm thấy một chữ nào. Nếu có từ “nhập cống” (入貢) thì chỉ được dùng trong trường hợp các nước xung quanh Việt Nam như Chăm pa hay Chân Lạp,… cử sứ giả sang Việt Nam. Năm Tự Đức thứ 2 (1849), Nguyễn Đăng Khải, một quan lớn của triều lúc bấy giờ, đã dâng sớ lên nhà vua yêu cầu cải thiện quan hệ triều cống với nhà Thanh. Bức sớ có nội dung: Việc nhà vua đi đến Hà Nội để được nhà Thanh sắc phong làm tốn nhiều tiền bạc của dân chúng vào việc đi lại của nhà vua và có liên quan đến thể diện quốc gia nên về sau mong rằng sứ thần nhà Thanh sẽ đến kinh sư (Huế) để làm việc đó. Điều này có nghĩa là, dù được sắc phong cũng sẽ ngồi một chỗ để nhận. Có thể nói, kiến nghị của Nguyễn Đăng Khải liên quan mật thiết với không khí bình đẳng của người Việt Nam được đề cập ở trên.
Vì Nguyễn Đăng Khải là kẻ dưới nên có thể thẳng thừng bày tỏ sự bất mãn của mình về quan hệ triều cống bất bình đẳng với nhà Thanh, nhưng đứng trên lập trường của các vị vua thì không thể có sao nói vậy. Như vậy không có nghĩa các vị vua này tiếp nhận thể chế triều cống nhà Thanh và chịu ngồi yên. Điều này có thể thấy qua việc Nguyễn Phúc Ánh không hề hỏi ý kiến nhà Thanh trong việc lấy tước vị hoàng đế và niên hiệu. Tuy nhiên, việc xin nhà Thanh công nhận quốc hiệu là để tránh cái tên An Nam xuất phát từ An Nam đô hộ phủ của nhà Đường đến thời điểm đó. Nhưng nhà Thanh không chấp thuận tên Nam Việt mà nhà Nguyễn yêu cầu, còn nhà Nguyễn vì quan hệ hữu hảo giữa hai nước mà chấp thuận quốc hiệu Việt Nam song có vẻ không thoải mái cho lắm. Bởi đến năm 1812, nhà Nguyễn không thông báo cho nhà Thanh mà lại sửa lại quốc hiệu thành Đại Việt. Lúc ấy, cái tên Đại Việt được viết trong Quốc sử di biên với từ “lại”, có lẽ là có liên quan đến việc Nguyễn Phúc Chu là tổ tiên của Nguyễn Phúc Ánh, năm 1709 đã cho đúc ấn “Đại Việt quốc Nguyễn chúa Vĩnh Trấn chi bảo”. Vốn dĩ Đại Việt là tên Đại Cồ Việt do Đinh Bộ Lĩnh đặt, về sau Thánh Tông của triều Lý năm 1054 bỏ chữ “Cồ”, chỉ còn là Đại Việt, và trở thành quốc hiệu của các triều đại sau này. Tên này là tên tự đặt không được Trung Quốc công nhận, người Trung Quốc gọi Việt Nam là An Nam.
Đến đời Minh Mạng năm 1838, lại đặt tên nước là Đại Nam và quyết định áp dụng từ năm sau đó. Lí do là lãnh thổ của triều đình kéo dài tới Nam Hải, hình thành nên đại đế quốc nên phải có tên mới phù hợp hơn. Đồng thời, ông nói rằng có nhiều tiền lệ lấy quốc hiệu bằng tên đẹp, ví dụ như trường hợp nước Thanh vốn là Mãn Châu sau được đổi thành Đại Thanh. Năm sau, ông cho làm ấn “Đại Nam thiên tử chi tỉ” bằng ngọc giống như ấn ngọc của vua Trung Quốc và tất nhiên nó được sử dụng vào tất cả các văn bản trong nước, cả các văn bản ngoại giao với nước ngoài khác (trừ nhà Thanh). Còn vua Thiệu Trị thì cho làm ấn “Đại Nam hoàng đế chi tỉ” và ra lệnh dùng trong chiếu lệnh. Với việc vua Minh Mạng lấy quốc hiệu mới, sau này các sách được biên soạn theo lệnh vua đều cho vào hai chữ Đại Nam. Ví dụ như Đại Nam thực lục, Đại Nam nhất thống chí, Đại Nam hội điển sự lệ,… Dù biết nhà Nguyễn sử dụng quốc hiệu Đại Nam thay cho quốc hiệu Việt Nam mà mình cho phép nhưng nhà Thanh không can thiệp.
Cho dù không phải là do vấn đề đối nội, đối ngoại thì nhà Thanh cũng đã không can dự vào việc của nhà Nguyễn. Có thể do suy thoái nhanh chóng từ cuối thế kỷ XVIII ngay trước khi triều Nguyễn thành lập nên nhà Thanh mới không trọng thị Việt Nam bằng Lưu Cầu như nhà Minh nên thứ tự các nước thuộc địa trong Thanh sử cảo mới như vậy. Thực tế này, có thể thấy qua sứ giả tuyên phong được cử đến hai nước, sứ được gửi đến Lưu Cầu là quan triều đình trung ương, còn sứ được cử đến nhà Nguyễn đều là quan địa phương, án sát sứ của tỉnh Quảng Tây. Việc nhà Thanh giao vấn đề nhà Nguyễn cho quan địa phương đã làm cho quan hệ hai nước trở nên xa cách. Quan hệ này khiến nhà Thanh không hiểu biết về tình hình Việt Nam. Một ví dụ tiêu biểu là trong giai đoạn chiến tranh Nha phiến, người Trung Quốc truyền nhau tin đồn rằng, năm 1808 Việt Nam đã đại thắng trong cuộc chiến với nước Anh, một cuộc chiến không hề xảy ra. Người Trung Quốc tin chắc vào tin đồn này, không chỉ coi nhẹ quân đội Anh mà còn bàn luận một cách nghiêm trọng rằng nên nhập và dùng quân hạm Việt Nam để đối kháng với hải quân Anh. Việc không hiểu biết về tình hình Việt Nam và không can thiệp vào Việt Nam của nhà Thanh cũng đã giúp nhà Nguyễn đẩy mạnh tính độc lập tự chủ và ý thức bình đẳng vốn có với nhà Thanh. 
Như vậy, triều đình nhà Nguyễn tiếp nhận thể chế triều cống của nhà Thanh chỉ có lợi. Nhà Thanh coi trọng quan hệ quân thần nhưng đối với nhà Nguyễn, điều đó chỉ mang ý nghĩa hình thức. Các vua nhà Nguyễn về mặt đối nội xưng là vua, lấy niên hiệu, đối với các nước láng giềng khác coi mình là nước bá chủ, coi các nước đó là nước thuộc địa, lập ra trật tự thế giới riêng của mình. Việt Nam không phải là nước thuộc địa của nhà Thanh mà là một quốc gia độc lập. Người Việt Nam tuy tiếp nhận văn hóa Trung Hoa nhưng cũng gây dựng được văn hóa của dân tộc mình, nên họ nghĩ rằng không những bình đẳng đối với dị tộc chi phối đại lục Trung Quốc mà thậm chí nền văn hóa của mình còn ưu việt hơn.

## Xiêm La

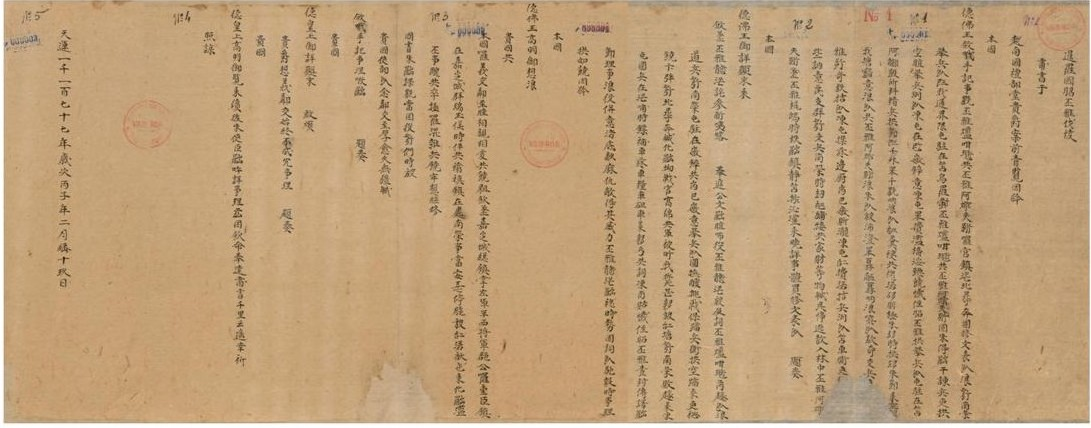
Quốc thư của Vua Xiêm gửi nhà Nguyễn báo cáo tình hình Nam Vang cử binh đánh Xiêm La, năm Gia Long thứ 15 (1816)

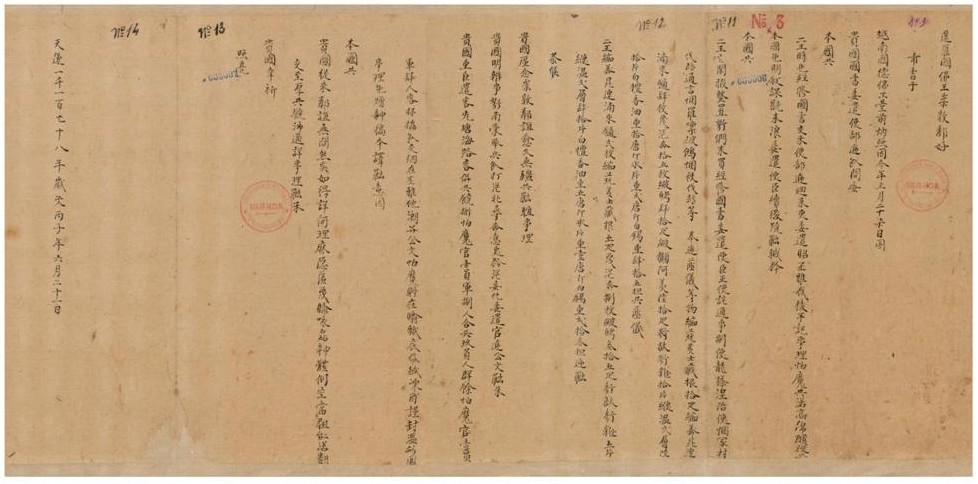
Quốc thư Vua Xiêm về việc cung tiến phỉ nghi để tăng tình hữu hảo, năm Gia Long thứ 15 (1816)

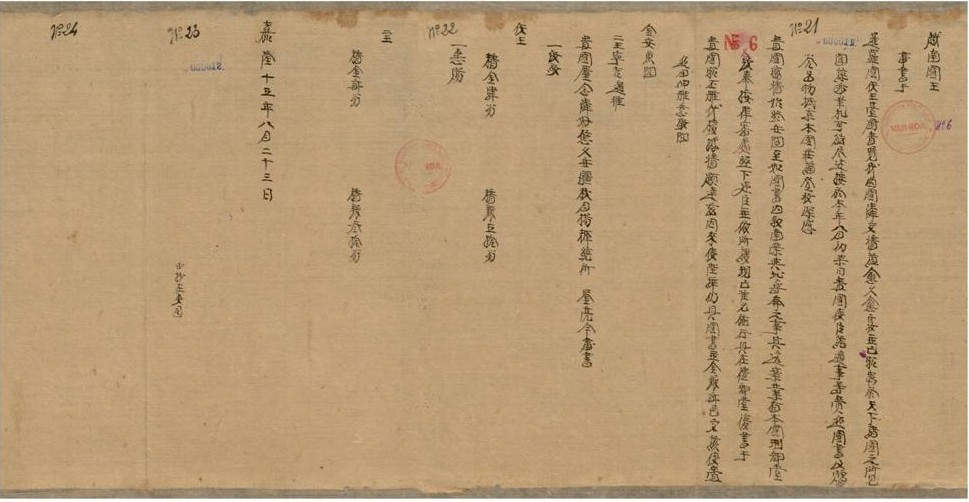
Quốc thư của nhà Nguyễn cảm tạ Xiêm La đã tặng lễ vật, năm Gia Long thứ 15 (1816)

Trong thời kỳ các chúa Nguyễn còn chiến tranh với Tây Sơn, Xiêm La đã lợi dụng cơ hội để phân chia đất Cao Miên năm 1779 dưới đời quốc vương Trịnh Quốc Anh (Phya Tak).
Năm 1794, Nặc Ấn lưu vong qua Vọng Các rồi được vua Xiêm cho một đạo quân đưa về nước nhưng hai tỉnh Battambang và Angkor phải nhượng cho nước Xiêm. Nặc Ấn mất năm 1796. Năm 1802 Miên mới có vua là Nặc Ông Chân, con Nặc Ông Ấn. Tuy đă thần phục Xiêm La, Ông Chân vẫn cử sứ đoàn ra chầu vua Gia Long tại Thăng Long. Từ năm 1805 Miên thần phục triều đình Việt nhưng năm sau lại sang Vọng Các thụ phong tiếp.
Người Xiêm không tán thành chính sách nước đôi này nên ngầm giúp Nặc Ông Nguyên, em của Ông Chân, nổi loạn. Ông Chân phải chạy sang cầu cứu triều Nguyễn. Xiêm liền tiến quân đánh thành La Bích (Lovek). Vua Gia Long cử Lê Văn Duyệt, Tổng trấn Gia Định thành dẫn 10.000 quân hộ vệ đưa Ông Chân trở về nước khiến Xiêm và Nặc Ông Nguyên phải rút lui. Lê Văn Duyệt sau đó đặt chế độ bảo hộ trên đất Miên từ đấy và xây thành Nam Vang và thành La Lem. Sau đó vua cử Nguyễn Văn Thụy đem 1.000 quân sang trấn giữ xứ này như một thuộc quốc.
Dù có xung đột nhưng việc giao thiệp giữa triều Gia Long và Xiêm La vẫn giữ được sự hòa hảo. Từ năm 1802 trở đi hai bên vẫn có sự sứ bộ qua lại trao đổi thân thiện và tặng phẩm. Tại Ai Lao, Việt và Xiêm cùng đặt ảnh hưởng, Quốc vương Ai Lao xin thần phục cả Việt lẫn Xiêm. Dân vùng Cam Lộ, dân ở các vùng Cao nguyên hai tỉnh Thanh Nghệ, người Thượng (tức người Rhadé) ở các nước Thủy Xá và Hỏa Xá cũng có cống phẩm đến để tỏ lòng tuân theo chính quyền của triều Nguyễn.
Năm 1827, Quân Xiêm La đánh Vạn Tượng khiến quốc vương xứ này là A Nộ chống không nổi phải sang cầu cứu triều đình Việt Nam. Vua Minh Mạng cho Thống chế Phan Văn Thúy mang viện quân sang giúp nhưng bị quân Xiêm đánh bại. Năm 1828 Phan Văn Thúy và Nguyễn Văn Xuân, Nguyễn Khoa Hào tiếp tục đem 3.000 quân và 24 con voi đưa A Nộ về Trấn Ninh, rồi tiến vào Vạn Tượng (Vientiane) nhưng đạo quân của nhà Nguyễn và A Nộ lại bị thua phải xin viện binh Nghệ An. Vua Minh Mạng chán việc này hạ lệnh bãi bỏ và chỉ còn phòng vệ vùng biên giới. Sau A Nộ chạy về Trấn Ninh bị bắt nộp cho Xiêm La.
Quân Xiêm được đà đánh dấn vào các miền phụ cận Quảng Trị. Thống chế Phạm Văn Điển và Tham tán Quân vụ Lê Đăng Doanh cùng với các đạo quân nhà Nguyễn ở Lào phải đi ngăn quân Xiêm, đằng khác gửi thư cho họ để trách cứ. Xiêm La trả lời khiêm nhượng rồi rút quân về. Tuy vậy họ vẫn bí mật giúp người Chân Lạp nổi lên chống lại chính quyền Đại Nam hoặc lấn lướt Vạn Tượng và các xứ quy phụ triều đình.
Cuối năm 1833, nước Xiêm mang quân vào nội địa Nam Hà và Chân Lạp theo lời kêu gọi của Lê Văn Khôi. Theo sử gia Phạm Văn Sơn thì "Xiêm La từ khi mất quyền bảo hộ ở Chân Lạp vẫn hằn học với Việt Nam, lúc không sinh sự được với ta thì lại quay ra quấy rối Ai Lao và Chân Lạp, hoặc khi thấy có biến cố xảy ra trên đất Việt Nam liền nắm ngay cơ hội để xâm lấn".

## Ai Lao
Thời vua Minh Mạng, nhiều xứ ở Ai Lao xin thuộc quyền bảo hộ của Việt Nam. Các vùng nay là Sầm Nứa, Trấn Ninh, Cam Môn và Savannakhet giáp với các tỉnh Thanh Hóa, Nghệ An, Quảng Trị, đều xin làm nội thuộc và trở thành các châu, phủ của Việt Nam.

## Chân Lạp

Lãnh thổ bảo hộ Chân Lạp 1818-1863

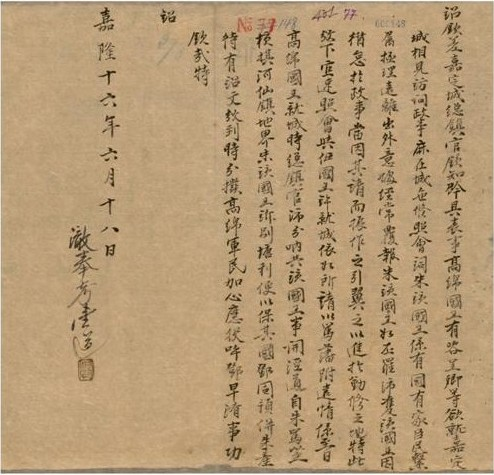
Chiếu mời Quốc vương Cao Miên đến bàn chính sự, năm Gia Long thứ 16 (1817)

Khi Gia Định bị thất thủ, quyền bảo hộ nước Chân Lạp thuộc về nước Tiêm La. Đến năm đinh mão (1807), Nặc Ông Chân bỏ Xiêm La xin về thần phục vua Việt Nam, theo lệ cống tiến, cứ ba năm một lần. Đồ cống vật gồm: voi đực cao 5 thước hai con; sừng tê giác 2 chiếc; ngà voi hai cái; hột sa nhân 50 cân; đậu khấu 50 cân; hoàng lạp 50 cân; cánh kiến 50 cân; và sơn đen 20 lọ.
Thời Minh Mạng, sau khi phá được quân Xiêm, Tướng Trương Minh Giảng và tham tán Lê Đại Cương lập đồn đóng quân ở gần Nam Vang để bảo hộ Chân Lạp.
Cuối năm Giáp Ngọ (1834), vua nước Chân Lạp là Nặc Ông Chân mất, không có con trai nối dõi, quyền bính chuyển sang cho Trà Long và Lê Kiên - hai người Chân Lạp làm quan cho người Việt. Năm sau, Trương Minh Giảng lập công chúa Angmey, con của Nặc Ông Chân, còn gọi là Ngọc Vân công chúa, làm quận chúa. Ông đổi nước Chân Lạp thành Trấn Tây thành, chia làm 32 phủ và 2 huyện, và đặt các chức quan coi sóc mọi việc quân sự và dân sự.
Do quan lại Đại Nam tại Chân Lạp làm nhiều điều ức hiếp, nhũng nhiễu dân Chân Lạp; do nhà Nguyễn bắt Ngọc Vân công chúa về Gia Định, đày Trà Long và Lê Kiên ra miền Bắc Việt Nam, dân chúng Chân Lạp oán giận và nổi dậy chống quân Việt Nam ở khắp nơi. Người em của Nặc Ông Chân là Nặc Ông Đôn khởi nghĩa với sự giúp đỡ của Xiêm La. Quân nhà Nguyễn đánh dẹp không nổi, đến khi vua Minh Mạng qua đời thì Trương Minh Giảng phải bỏ Trấn Tây thành rút về An Giang.
Ký ức của người Khmer về các cuộc nổi dậy của họ thời đầu thế kỷ 19 và về sự tàn bạo của quan quân nhà Nguyễn khi đánh dẹp đã được lưu truyền trong ca dao và truyện kể của người Khmer. Họ dùng từ "Youn" (trong tiếng Khmer có nghĩa là "man rợ") để chỉ người Việt. Các bà mẹ thường dùng chuyện "Youn bắt" để dọa con. Kênh Vĩnh Tế - con kênh đào dài 25 dặm được xây dựng bởi dân phu Việt và một phần người Khmer ở Thoại Sơn - đã để lại những câu chuyện về cách đối xử tàn ác của người Việt đối với người Khmer mà sau này Khmer Đỏ đã sử dụng trong các chiến dịch tuyên truyền khơi dậy lòng hận thù của người Campuchia đối với người Việt.

## Anh
Năm 1803, Vua nước Anh sai sứ thần là Robert đem phẩm vật sang tặng hảo, và xin khai thương tại vịnh Trà Sơn (Cửa Hàn) thuộc Quảng Nam. Vì đã nhận thấy ở Tây Trúc, ở Xiêm La, hiện tượng thế nào, nên Vua Gia Long đã từ chối không nhận lễ của người Anh, cũng không cho ở Cửa Hàn buôn bán:
“Tiên vương kinh dinh việc nước không để người Hạ lẫn người Di, đó thực là cái ý đề phòng từ lúc việc còn nhỏ. Người Hồng Mao gian giảo, trí trá, không phải nòi giống ta, lòng họ khác hẳn, không cho ở lại, ban cho ưu hậu mà khiến về…”
Mấy năm sau, người Anh còn đưa thư sang hai ba lần nữa; Vua Gia Long vẫn lãnh đạm, chưa muốn rước khách phương xa. Huống về công thương, nước Việt Nam chưa có thể cạnh tranh; dầu có thâu được thuế hải quan, cũng không bù lại với tài nguyên xuất cảng. Tháng 7 năm 1822, thuyền Anh đến, song không được dễ dàng như Xiêm La, đã vận động mở cuộc thông thương, mà bị Hải Vân quan đóng cửa. Năm Ất Mão (1855), thuyền Anh đến xin giao hảo thông thương, song vua Tự Đức không cho.

## Pháp

### Giai đoạn hòa bình
Đối với nước Pháp, vua Gia Long có thiện cảm hơn do khi ông còn gian truân có nhờ ông Bá Đa Lộc giúp đỡ. Triều Nguyễn vốn đã có chút “duyên nợ” từ trước nên khi thành công vua Gia Long cũng không dễ từ chối quan hệ với họ. Khi chiến tranh kết thúc, các ông Chaigneau, Vannier và Despiau làm quan tại triều, Gia Long cho mỗi người 50 lính hầu và khi chầu thì không cần lạy Hoàng đế. Nguyễn Văn Thắng (Chaigneau), Nguyễn Văn Chấn (Vannier), đều được tin dùng, phong đến tước Hầu, cho cai quản hai chiếc tàu đồng, người Việt Nam thường gọi là Chúa Tàu Long, Chúa Tàu Phụng. Tuy nhiên, sang đến thời Minh Mạng thì sứ mạng của những vị quan này không còn, họ đã về nước trong sự thất bại bởi không thể là cầu nối giữa Pháp và Việt Nam.

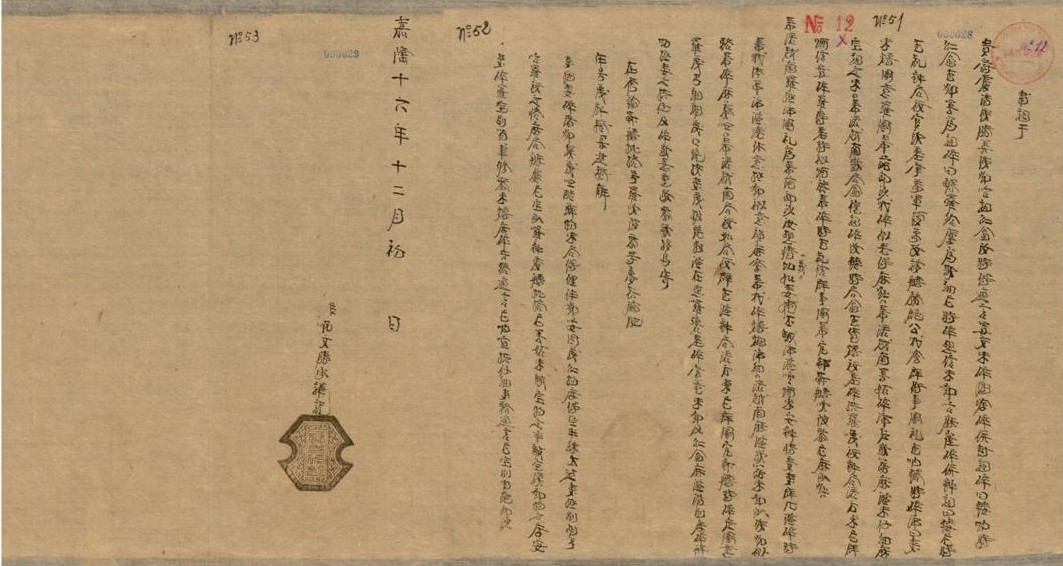
Thư của Quản tàu Xuy Lê Đê La Ca Đi Ô về việc Vua Pháp gửi tặng lễ vật cho Quốc vương Đại Nam để tỏ tình hữu hảo, năm Gia Long thứ 16 (1817)

Năm Đinh Sửu (1817), có chiếc Hòa Bình (La Paix) chở hàng sang bán; song toàn là xa xỉ phẩm, dân bản xứ không tiêu thụ bao nhiêu; Gia Long  cho miễn thuế hải quan, để bù phí tổn. Cũng năm ấy, chính phủ Pháp phái tới chiếc tàu Quỳnh Nga (Cybèle) chở vật phẩm sang tặng hảo. Ngày đến Đà Nẵng, chủ thuyền là De Kergarion xin phép đến Kinh đô; tấn tuồng ngoại giao toan diễn tại Phú Xuân, chỉ vì có phẩm vật mà không có quốc thư. Achille De Kergariou nói rằng vua Louis XVIII sai sang xin thi hành những điều ước do Bá Đa Lộc ký năm 1787 về việc nhường cửa Đà Nẵng và đảo Côn Lôn. Vua Gia Long không tiếp, sai quan ra trả lời rằng những điều ước ấy nước Pháp trước đã không thi hành thì nay bỏ, không nói đến nữa.
Năm Kỷ Mão (1819), có tàu Rose và tàu Henri vào cửa Đà Nẵng, hàng hóa bán được, vì các nhà buôn đã biết những hạng người bản xứ nhu cầu. Lại mua những trà và lụa chở về, theo kinh tế xã giao, thì lợi quyền tương đối. Nhân dịp, Nguyễn Văn Thắng xin phép 3 năm về nghỉ, đem cả vợ con; vì đã ở đây 25 năm luôn trên đất Việt Nam, nên Vua Gia Long cũng chiều lòng, cho Nguyễn Văn Chấn đi đưa vào Đà Nẵng.

Năm Canh Thìn (1820), Vua Louis XVIII cho Nguyễn Văn Thắng (Chaigneau) đem phẩm vật và quốc thư sang chúc mừng Minh Mạng lên ngôi và xin thông thương giao hảo. Trong thư nói: “… Sở dĩ Nguyễn Văn Thắng sang làm Lãnh sự là vì có ý lựa chọn người mà Tiên đế đã tin dùng…”. Vua Minh Mạng chưa muốn giao thiệp trực tiếp với một nước nào, trước khi có đủ binh thuyền để tự vệ. Khi được bức thư của Pháp đế, mới sai một vị quan hầu viết cho Bộ Ngoại giao rằng:
“Tiểu quốc ở phương Nam, Đại quốc ở phương Tây, bờ cõi hai nước cách nhau xa, có mấy lớp biển. Dân của tiểu quốc thiếu những phương tiện đi sang Đại quốc, như ngày hoàng khảo đã cho đi; vì vậy nên tuy liên lạc có mấy mươi năm, mà dân trong nước vẫn chưa thông chữ Pháp. Nay được thư của Đại quốc, tiếc không có người dịch cho đúng nguyên văn; thành thử, quả nhân chỉ hiểu lờ mờ, không dám tự cho là có hiểu.
Còn vấn đề thương ước, thì có thể giải quyết theo lối thông thường: xuất cảng, nhập cảng, nước Đại Nam đã có lệ định rõ ràng, các nước ngoài vẫn đã áp dụng xưa nay, nếu muốn khỏi phiền phức cho cả hai bên, quả nhân tưởng không nên lập thêm, hay là lập riêng một thương ước khác…”.
Hai năm sau (1822), chiến thuyền Pháp Cléopâtre vào cửa Đà Nẵng, viên Tư lệnh thuyền trưởng muốn trực tiếp gặp Vua, có Nguyễn Văn Thắng làm tay trong mà vẫn không xin được phép.
Vua Minh Mạng không có cảm tình với người Pháp như thái độ chung của người Á Đông lúc đó, coi người Âu Châu là bọn man di, là quân xâm lược. Ngoài ra ông cũng không thích cả Công giáo của châu Âu. Trong thời kỳ Minh Mạng nắm quyền, tín đồ Công giáo bị đàn áp quyết liệt và các giáo sĩ nước ngoài đã so sánh ông với hoàng đế Nero của Đế quốc La Mã - một hoàng đế từng tàn sát hàng loạt giáo dân Công giáo.
Với những người Pháp đã từng giúp vua Gia Long, Minh Mạng tỏ thái độ lạnh nhạt nên khi Chaigneau trở lại Việt Nam không được trọng dụng nữa. Minh Mạng cho Chaigneau hay rằng không cần phải ký thương ước giữa hai chính phủ, người Việt Nam vẫn đối xử tốt đẹp với người Pháp là đủ, ông chỉ thỏa thuận mua bán với người Pháp nhưng không chấp nhận xây dựng đặt quan hệ ngoại giao chính thức với nước Pháp, quốc thư của Pháp xin cho ông Chaigneau làm Lãnh sự Pháp ở Việt Nam không được nhà vua đếm xỉa đến. Thấy rõ chính sách ngoại giao của Vua Minh Mạng, dầu ở lại cũng chẳng ích gì, Nguyễn Văn Thắng, Nguyễn Văn Chấn đều xin về ngày 15/11/1824.

Năm Ất Dậu (1825), vua Louis XVIII cho Đại tá Thủy quân De Bougainville đem quốc thư và phẩm vật sang, đi 2 chiếc thuyền Thétis và Espérance, đều vào cửa Hàn, để tìm cách đến Kinh đô thương thuyết. Vua Minh Mạng thấy nước Pháp, nước Anh đang xung đột, mà năm trước đã từ khước nước Anh, nên sắc cho các quan tỉnh Quảng Nam lựa lời từ tạ Bougainville, nhưng cũng phải cung đốn cho phu phỉ. Tuân theo mật lệnh, các quan tự mở màn đàm phán, theo lối ngoại giao:
“Thủy quân ở xa đến, địa chủ lấy làm hân hạnh, có dịp đến tặng thổ nghi: mấy cặp heo bò, mấy cây hàng lụa. Còn quốc thư, vì trong nước không hiểu chữ Pháp, nên gởi về Kinh cũng chẳng ích gì”.

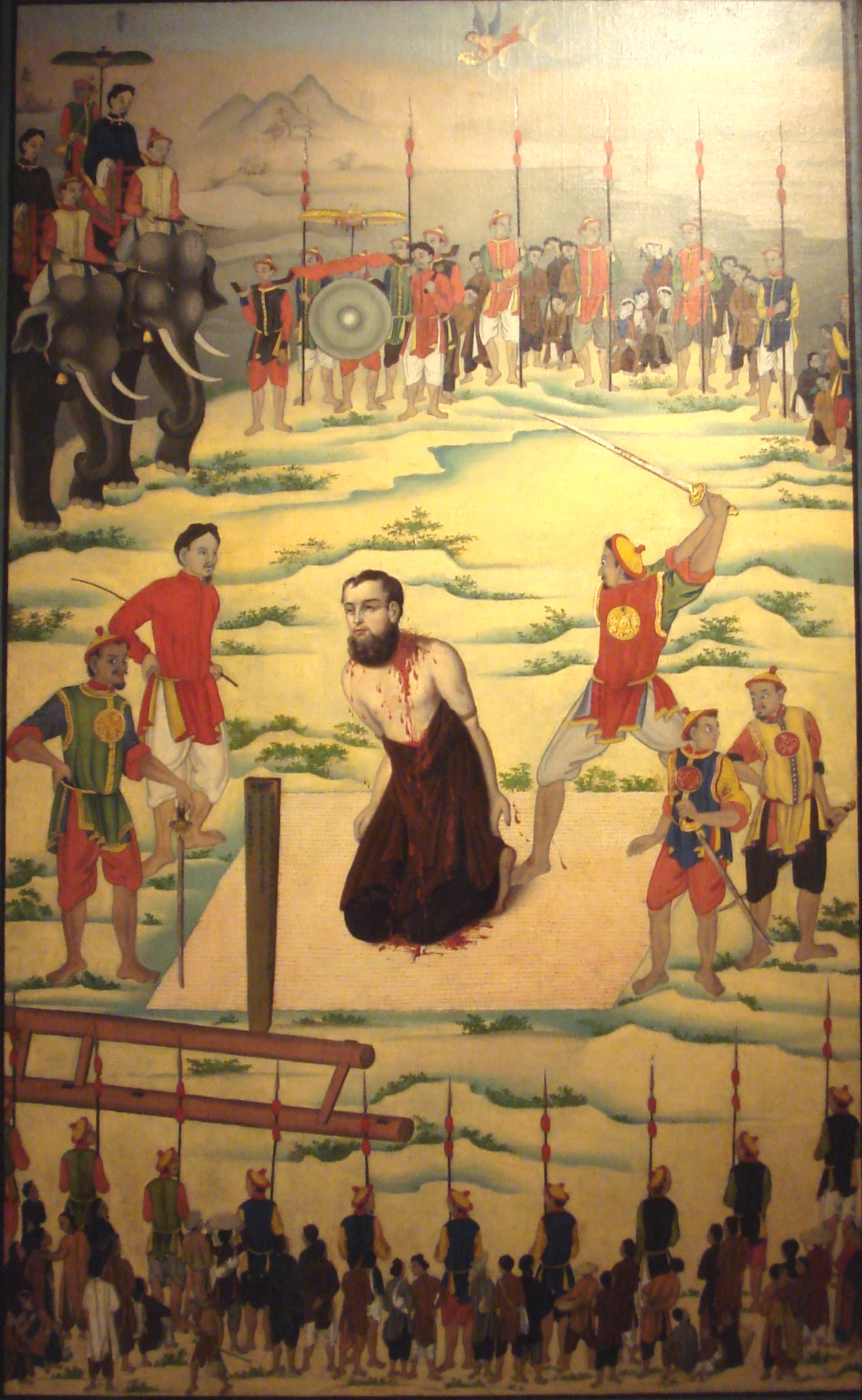
Cảnh hành hình giáo sĩ Pierre Borie năm 1838 dưới thời Minh Mạng

Năm sau 1826, Hoàng đế Pháp Hoàng Eugène Chaigneau, con người anh Nguyễn Văn Thắng, sang làm Lãnh sự, để giữ địa vị cũ trên đất Việt Nam. Chẳng ngờ mới đến Sài Gòn đã bị quan Tổng trấn Nam kỳ không công nhận. Eugène phải trở về Pháp, đây cũng là ngày hai nước tuyệt giao.

Vì muốn biết dư luận ở Âu châu đối với nước Đại Nam về vấn đề tôn giáo, cuối năm 1838, Minh Mạng mới cho một phái đoàn sang Pháp sang Anh; lựa Tôn Thất Thường, người hoàng phái làm đầu, Phó sứ là Trần Viết Xương, và hai người thông ngôn tiếng Anh, tiếng Pháp. Vì không báo cáo trước, cũng không có ủy nhiệm thư, cho nên Pháp Hoàng không tiếp theo nghi lễ ngoại giao như tiếp sứ thần các nước. Dư luận đã xôn xao trên đất Pháp, ngờ là vì vấn đề tôn giáo, nên Vua Louis XVIII không tiếp sứ đoàn. Ngày 26/ tháng 11 năm 1840, báo Armoricain có đăng:
“Có bốn người lạ mặt, tự xưng là quan của nước Đại Nam, da vàng, răng đen, áo rộng tay, dài tột gót, màu xanh, màu lục, thêu những hình hoa hình chim… Bốn người ấy kể chuyện rằng bên xứ họ, cả dân tộc ưa chiến đấu, trọng chiến công; trong nước binh nhiều, và có kỷ luật… Các hải cảng đều canh phòng nghiêm mật, mấy đội thủy quân thường xuyên đi tuần tiễu biên cương… Hàng của các nước chở đến nhiều, mà bán được rất ít vì dân không thích dùng ngoại hóa, còn nguyên liệu cũng ít bán ra ngoài, hay là bán với giá rất cao, cho nên các nước Âu châu không giao thông thương mại… Dân xứ họ giàu lòng tín ngưỡng, thờ Thần, thờ Phật, thờ Thiên Chúa, triều đình cho được tự do…”.
Nhiều báo lại đăng những bài công kích, có đoạn nói “Nước Đại Nam cũng như Trung Quốc, tàn sát giáo đồ theo đạo Gia Tô; dầu sao cũng có cuộc báo thù, muộn hay là sớm…” Vì chính phủ có can thiệp, hay là có mật lệnh thế nào, sợ nói thật mất lòng, nên mấy kỳ sau không thêm bài khác nữa. Sứ bộ toan sang Anh Cát Lợi, vừa được tin Vua Minh Mạng thăng hà, phải vội trở về.
Ngày 21 tháng Giêng năm Tân Sửu (1841), Vua Thiệu Trị lên ngôi. Cũng năm ấy, có thuyền Pháp đến vịnh Trà Sơn, hỏi dò lối chính trị của tân quân, rồi nhổ neo đi; vì chẳng thấy hành động theo lối nhà binh, nên không có ai để ý. Tháng 2 năm Quý Mão (1843), một chiếc thuyền Pháp lại đến Đà Nẵng, chủ thuyền là Favia Lêvique biết rõ trong nhà lao ở Huế hiện giam 5 giáo đồ người Pháp, gửi thư xin Chính phủ tha ra. Theo lá thư này, Lêvique muốn mở lối ngoại giao, để điều đình với nhà chức trách. Hai năm sau, Cécille, thiếu tướng hải quân, coi đạo binh tại Thái Bình Dương, cho một chiếc chiến thuyền đến Trà Sơn xin tha cho Giám mục Lefèbvre, vị này bị án tử hình và đã bị giam hơn 11 tháng. Cũng như lần trước, lời thỉnh cầu vẫn được Thiệu Trị chuẩn y; vì có ý sợ cường quyền, nên vua vui lòng nhượng bộ.

### Giai đoạn chiến tranh
Năm Đinh Vị (1847), Lapierre cùng Thủy quân thiếu tướng sang thay Cécille: Giáo hội gửi đơn kêu, vì một phần đông còn bị giam trong ngục. Lapierre không tôn trọng đến quyền nội trị, cũng không theo lối ngoại giao, bèn phái một chiếc thuyền đến cửa Hàn, đưa 6 giáo sĩ lên bờ, và một phong thư, tỏ mặt nhà binh, muốn dùng võ lực. Thấy cách cử chỉ của mấy người khách lạ, quan tỉnh Quảng Nam phát mã thượng ra tâu. Vua sai Lý Văn Phúc (Tham tri bộ Lễ) lập tức vào Hàn, hội đồng với Nguyễn Đình Tân (Thủ hiến) và Nguyễn Đức Chung (Lãnh binh), mời đến điều đình. Theo ngày giờ của Hội đồng đã định, Trưởng phái đoàn đi với 4 thủy binh đến tại công đường, trao phong thư đã dịch sẵn ra tiếng Việt Nam cho thông ngôn đọc. Câu đầu là bắt triều đình cho tự do truyền giáo, câu sau là viện theo lệ bên Tàu, Vua Đạo Quang đã hạ chiếu cho dân gian được lập nhà thờ và được rước giáo đồ sang giảng Thiên Chúa giáo.Nghe những lời trái với thể lệ hiện hành, các quan Hội đồng không dám nhận thư, cũng không biết đáp lại thế nào, chỉ lắc đầu và lấy tay khoát. Trưởng phái đoàn tỏ ý giận, nói lớn tiếng, múa cả hai tay. Thông ngôn chưa kịp dịch hết lời thì khách đã ra đi, không chào địa chủ. Lý Văn Phúc nói: “Trên Vua muốn chúng ta điều đình cho ổn thỏa theo lối ngoại giao; mà chúng ta đã chẳng biết điều đình lại đem về một bức thư này thì nhuốc mạng lệnh nhà Vua, tránh thế nào cũng không khỏi tội. Song thà chịu tội, chẳng thà gian dối với Vua”. Cả Hội đồng mới dịch ra chữ nho, đem thư về phục mạng.
Sau khi ngự lãm, Vua nổi trận lôi đình, giao cho đình thần nghị tội. Muốn giải quyết vấn đề tôn giáo, Vua hỏi ý các quan; song có ai dám tâu cho truyền đạo Gia-tô, đều nhìn nhau rồi lựa lời thù phụng: “Hoàng đế đã thi ân nhượng bộ, mà người Pháp thị cường. Chúng thần nghĩ nên phòng bị cửa Hàn và kiềm chế giáo đồ, để cho dân an nước trị”. Thuyền Pháp đậu chờ hơn nửa tháng chẳng thấy trả lời; lại thấy ngoài vịnh Trà Sơn có 5 chiếc tàu đồng đương dàn trận. Theo lời thám báo, Vua đã hạ chiếu bắt hết giáo sĩ người Tây, để thi hành theo chính sách của Tiên đế. Lapierre cho người nói với quan tỉnh: “Nội 24 giờ, phải rút 5 chiếc thuyền vào; bằng để quá thời kỳ, thì thủy quân sẽ bắn!” Chưa được lệnh ở Huế, các quan không dám tự tiện rút thuyền vào; huống trên mặt biển vẫn phải cầm phòng; song không thương thuyết cho rõ ràng, Thiếu tướng không hiểu lý do, ngờ là triều đình khiêu chiến, bèn ra lệnh bắn, thì thấy các đồn lũy đều bắn trả lời. Sáng ngày hôm sau, là ngày 15 tháng 4 năm 1847, Thiếu tướng cho nhổ neo ra đi, như có mật lệnh của nước Pháp, không cho quân thủy lên bờ. Còn quân Việt người bị chết, người bị thương, các đồn lũy đều bị tan vỡ. 
Năm 1856, nước Pháp ủy Leheur Bille sur Are đem quốc thư sang, chẳng những xin khai thương, lại xin giảng đạo Gia-tô nữa. Vì năm 1751 – 1752 đã chém 3 cố đạo người Tây (Bonnard, Charbonier, Matheron), và một Giám mục người I-pha-nho (Diaz), lại vì đã giáng Dụ nghiêm cấm truyền đạo Gia-tô, nên Vua Tự Đức không biết đáp thế nào vấn đề ngoại giao với người Tây, không thể đem văn chương Tàu ra mà giải quyết. Chưa giải quyết được, thì phải chịu làm thinh. Cách hơn một tháng chẳng thấy trả lời, Leheur mới cho người đến nói với các quan rằng: “Người Pháp đến với quốc thư mà triều đình Việt Nam không giao thiệp, không đàm phán, có ngày sẽ phải giao thiệp bằng súng, thì khỏi phải giao thiệp bằng thư”.
Tuy tuyên ngôn như vậy, nhưng nước Pháp còn cố gắng theo phương pháp ngoại giao để tránh cho khỏi chiến tranh. Ba tháng sau mới cho Montigny, sứ thần của Pháp ở Xiêm La, đem quốc thư sang, yêu cầu ba khoản: một là được tự do truyền giáo, hai là được giao thông thương mại, ba là được đặt lãnh sự tại Phú Xuân kinh. Thư này càng khó trả lời; chỉ có làm thinh là giải pháp hay hơn hết. Song tự nhận thấy có nguy cơ ẩn phục, Vua Tự Đức mới cho Đào Trì (Chưởng vệ đạo binh Võ lâm) làm Khâm sai, vào giữ Hải Vân quan; Trần Hoàng (Chưởng vệ đạo binh Long võ) làm Thống lãnh cả các đồn, để lâm thời đối phó. Đầu năm sau (1857), Trần Hoàng gửi sớ tâu rằng: “Có một chiếc thuyền Pháp vừa đến Trà Sơn, cho người lên nói với chúng thần: triều đình không trả lời, tức là thừa nhận bức quốc thư của Pháp. Nay Napoleon đệ tam cho sang một vị quan nhất phẩm, toan về Huế để ký một bản hiệp ước theo 3 khoản nước Pháp đã xin. Chúng thần chưa biết đáp thế nào, còn chờ huấn lệnh”. Vua trách cứ quan, mới phê vào lá sớ của Trần Hoàng: “Đã có Đào Trì làm Khâm sai ở Đà Nẵng, sao không tự thương thuyết cho êm, mà lại bắt triều đình phải trực tiếp người Tây, hay là các quan đều muốn thừa nhận 3 khoản ấy?” Cách 2 ngày Đào Trì tâu lại: “Chúng thần chưa hành động thì thuyền Pháp đã chạy khỏi Trà Sơn”. Vua Tự Đức mừng, cho giải pháp “làm thinh” là đắc sách.
Sở dĩ thuyền Pháp chạy là vì được lệnh phải sang hội chiến với Anh tại Quảng Đông; đến ngày ký hòa ước tại Thiên Tân thì Pháp hoàng cho Trung tướng hải quân Rigault de Genouilly đem 13 chiếc thuyền và 3.000 quân hiệp đồng với chiến thuyền của Tây Ban Nha, đầu tháng 7 năm 1858, vào cửa Hàn không theo lối ngoại giao, bắn phá cả các đồn, sau mấy giờ giao thiệp bằng súng. Được tin ấy, Vua Tự Đức liền cho Lê Đình Lý (Hữu quân Đô thống phủ) vào làm đại tướng, đem thêm 2 ngàn quân nữa để giữ Hải Vân quan. Tại làng Cẩm Lệ, giao chiến quyết liệt hơn nửa ngày thì Lê Đình Lý bị trọng thương. Vua cho Nguyễn Tri Phương (Thượng thư bộ Binh) vào thay thế.
Rigault định lấy Đà Nẵng trước, rồi ra lấy Phú Xuân, song gặp nhiều trở lực không ngờ, mới định đem quân vào nam lấy Sài Gòn trước. Nguyễn Tri Phương lập lại các đồn lũy, kiên cố nhất là đồn Liên Trì, song chưa dám tấn công, chỉ lo phòng thủ. Lại vừa lúc Rigault tự đình chiến, thành thử, Nguyễn Tri Phương chưa xuất trận mà đã có chiến công. Tháng Giêng năm 1859, Trung tướng Rigault ủy cho Đại tá Toyon ở lại cửa Hàn, còn tự mình đem binh thuyền vào cửa Cần Thơ, bắn phá các pháo đài hai bên bờ sông Đồng Nai, rồi giao chiến 4 ngày luôn, cả đường bộ lẫn đường thủy. Tuy đã phòng bị nhưng đến ngày thứ 5, Võ Duy Ninh, Tổng đốc Gia Định, phải gửi thư cầu viện với các tỉnh lân bang. Trương Văn Uyển, Tổng đốc Vĩnh Long và Định Tường, đem viện binh đi được nửa đường thì nghe Võ Duy Ninh đã tự sát tại đồn Tây Tân sau khi thành Gia Định bị hãm.

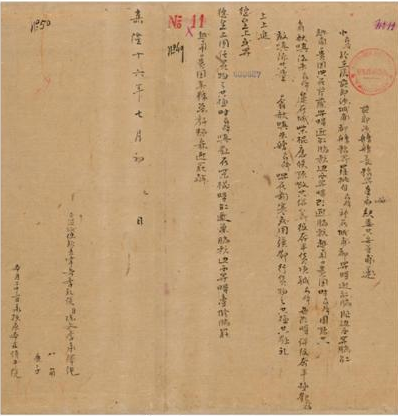
Châu bản viết bằng chữ Nôm trên bản tư trình của tàu trưởng tàu Pháp về việc xin được đến cửa Hàn ở Đà Nẵng buôn bán năm Gia Long thứ 16 (1817)

Rigault thừa thắng trở ra lấy Hải Vân quan, để cho đứt lối giao thông theo bản dự trù ngày trước. Đến Đà Nẵng khai chiến thì Nguyễn Tri Phương phải chạy về Liên Trì để viện thêm binh vì nhận thấy thua đối phương cả các phương diện. Trong lúc ấy, Pháp, Anh đang chiến tranh với Trung Quốc, mà tại Thiên Tân có nhiều lợi quyền hơn. Rigault không muốn kéo dài cuộc chiến tranh trên dải đất Việt Nam, mới đưa thư về Huế để điều đình, nếu Vua Tự Đức chịu cho khai thương và cho truyền giáo. Các quan ở Huế, cũng như Nguyễn Tri Phương ở Quảng Nam, ai cũng muốn hòa, mà đối với vua, đối với dân đều sợ phần trách nhiệm, mới tâu xin trưng cầu dân ý để cho cả Nam cả Bắc có thể gửi sớ điều trần. Những bản sớ dưới này đều của các nhà mưu quốc:
| “                                   | Nước Pháp sở dĩ muốn lấy Sài Gòn và Đà Nẵng là vì muốn chiếm thị trường: nếu Hoàng đế chịu cho khai thương thì ngày sau tranh đấu về kinh tế, không tranh đấu bằng khí giới nữa. Nước nhà như một người bị bệnh, đã đến lúc lâm nguy, thuốc đầu độc cũng phải dùng, trong khi cấp cứu. | ” |
| — Trần Văn Trung và 6 người đồng ký | |   |

| “                                      | Nếu cho khai thương và truyền giáo, mà Pháp chịu rút binh về, thì nên dùng nhà ngoại giao để giảng hòa, cốt giữ cho toàn thổ vũ | ” |
| — Tô Linh và 5 người ký chung một giấy | |   |

| “                              | Theo binh thư, thì có chắc hơn mới đánh; nay quân ta giao chiến mà chỉ có phần thua, thì nghị hòa là chước cuối cùng; huống lại tự nhà thắng trận xin hòa, thì bên ta, dầu bại trận, mà vẫn còn sự thể | ” |
| — Lê Chỉ Tín, Đoàn Thọ đồng ký | |   |

| “                   | Lòng lo cho nước thường phải xoay theo thế theo thời; Khổng giáo “tùy thời” là chính nghĩa. Hễ trong mình đã không có đủ sinh lực thì phải nhờ sinh lực ở ngoài; nay sức nước Nam thua cả các nước Âu Tây, chúng thần tưởng nên tùy thời thân thiện với người Tây, để lợi dụng sức của người làm sức của mình, mới mong có ngày tự cường tự chủ | ” |
| — Nguyễn Trường Tộ. | |   |

Những nhà ái quốc, mưu quốc, gửi dân mấy lá sớ đều bị gác bỏ ra ngoài. Vua Tự Đức truyền cho Nguyễn Tri Phương rằng: “không nên dung giặc, để đến nỗi vua lo”. Rồi gửi ban cho Nguyễn Tri Phương một cái áo thêu hình rồng và một bài thơ, có câu: “Giải cầu nhẫn dĩ công trĩ tích”: Sao nỡ thấy chậm thành công mà tiếc ái áo ta đương mặc hay sao?” Trong thời kỳ Rigault đình chiến để chờ cuộc nghị hòa, vừa thấy kém sức khỏe trong mình phải xin về Pháp nghỉ. Chính phủ Cộng hòa cử Thiếu tướng Page sang thế, tháng 10 năm 1859 đến cửa Hàn, cũng đồng ý với Rigault, cho người đem thư ra kinh nhắc lại mấy điều đã yêu cầu trong thư trước. Sự nhẫn nại của nhà binh có giới hạn, Page lại phải tấn công. Nguyễn Tri Phương chạy sớ về tâu: “Quân chỉ còn 3 ngàn, Hải Vân quan sợ không giữ nổi”. Trong khi đương thắng lợi thì Page được lệnh ở Pháp, bắt phải đem binh thuyền sang Thái Bình Dương để hội chiến với Charner; vì Pháp, Anh đang khai chiến tại Thiên Tân nên Thiếu tướng bỏ cửa Hàn sau khi đã đốt hết các đồn lũy.
Đầu năm Canh Thân (1860), thấy thuyền Pháp đã chạy xa hải cảng, Vua giáng dụ cho Nguyễn Tri Phương vào làm Đại sứ Nam kỳ, cho cả Phạm Thế Hiển đi theo, để khôi phục Sài Gòn, thừa cơ hội Pháp chưa có thì giờ trở lại. Nhưng sau ngày Vua Hàm Phong ký hòa ước thì Trung tướng Charner trở lại Đông Dương, đạn rưới như mưa, Nguyễn Tri Phương bị trọng thương, em là Nguyễn Duy tử trận, Phạm Thế Hiển cũng bỏ mạng trên chiến địa. Quốc dân đã phải để tang cho thành Gia Định, tuy tướng sĩ chưa chịu đầu hàng.
Trong thời kỳ băng bó, Nguyễn Tri Phương nằm tại Biên Hòa, thì Trung tướng Bourdair đi đường sông, Thiếu tướng Page đi đường núi, hai đạo binh đánh hai mặt, Mỹ Tho và Tây Ninh; lại còn đưa thư đến Cao Mên, điều đình với vua rằng: “Sở dĩ quân Pháp đánh lấy Gia Định và Định Tường là có ý muốn mở đường để cùng nhau thân thiện. Từ ngày nay Đại Pháp là nước bạn, sẽ bảo đảm hoàn toàn quyền lợi cho nước Cao Mên…”. Chỉ một lá thư không tốn một viên đạn đủ làm cho vua Cao Mên khuất phục nhờ toàn phương pháp ngoại giao. Cuối năm Tân Dậu (1861), Trung tướng Charner xin về nghỉ, Chính phủ Pháp cho Hải quân Thiếu tướng Bonnard sang thay; thừa thắng, đánh lấy luôn tỉnh Biên Hòa và tỉnh Vĩnh Long, làm cho cả triều đình khiếp sợ.
Vua Tự Đức nhận thấy Nguyễn Bá Nghi làm Khâm sai Đại thần điều đình không nổi, mới cho Phan Thanh Giản và Lâm Duy Hiệp vào nghị hòa với Pháp để chấm dứt chiến tranh. Khi bệ từ, Vua Tự Đức ban một chén ngự tửu để tiễn hành và dặn mấy lời tâm huyết: “Nước đương lâm vào hồi nguy cấp, phải nhờ những nhà lão luyện, đem hết tài năng giữ cho được biên cương, công ấy cao hơn Lãng Tương Như đã đem ngọc Biên Hòa về cho nước Triệu!” Thuyền Forbin vừa cập Bến Nghé, hai vị lão thần nhận thấy Đông tam tỉnh như vật đã ở tay người; nếu mình chẳng xin đình chiến ngay bây giờ thì chỉ làm cho nhân dân đổ máu nữa, bèn cùng nhau lau nước mắt, áp ký vào bản hòa ước. Thiếu tướng Bonnard đã dự thảo sẵn sàng; sau khi đã hết sức điều đình, mới còn lại 12 khoản (Hòa ước Nhâm Tuất 1862).

## Hoa Kỳ
Sự bành trướng của Châu Âu ở Đông Nam Á khiến Gia Long e ngại, nhất là sau khi nước Anh chiếm được Singapore. Nhà vua thấy rằng cần phải giao hảo với người Tây phương nhưng không thể biệt đãi một quốc gia đặc biệt nào. Trong mấy mươi năm, Vua Gia Long vẫn có trực tiếp người Pháp, song chỉ theo phương diện xã giao; còn người Mỹ cũng như người Anh, thì Vua Gia Long mới giao thiệp gián tiếp. Tại Gia Định từ mấy đời trước, người ngoại quốc vẫn đã lai vãng thông thương; có chức Tổng trấn coi thuế hải quan, kiêm việc ngoại giao, Vua Gia Long có cho đặt ở ngoài thành Sài Gòn một sở Nghinh tân quán.
Năm 1819, hai chiếc thuyền Franklin và Marmion đến Sài Gòn. Người chủ thuyền là John White, một thương gia Hoa Kỳ tới Gia Định, sau những ngày tiếp xúc với quan lại và nhân dân, có biên bản “Đông Hải hành trình”. Tuy ngòi bút của một nhà buôn, song tác giả có ý biên tất cả phong tục, tính tình ở Đông Dương, để cống hiến cho nước nhà những điều tự mình đã quan sát. Trong bản nhật ký ấy, có mấy đoạn này. John White đã đến dinh Tổng trấn, xin giảm thuế hải quân (theo số thước tấc đã đo thì chiếc Franklin phải nạp 2.929 quan, còn chiếc Marmion chở nặng hơn, chưa nói đến các thứ hàng đánh theo phẩm). Tổng trấn cho người về Kinh, đệ sớ tâu về quan thuế, John xin gửi phụ một lá thư riêng, và gửi dâng lên vua một thanh gươm, cán ngà khảm ngũ kim. Vua Gia Long truyền viết thư cảm tạ nhưng vì bệnh vua càng ngày càng trầm trọng, nên vấn đề quan thuế, chưa có thể giải quyết, cũng chưa có thể cải lương.

Năm Nhâm Thìn (1832), chiếc thuyền Mỹ vào vùng Lấm tỉnh Phú Yên, có sứ thần, có quốc thư, để xin thông thương giao hảo. Tin ấy đến Huế, triều đình chưa biết nên đối đãi thế nào, mới tâu lên Vua, xin cho Nguyễn Tri Phương và Lý Văn Phúc, hai thuộc viên bộ Hộ, đi vào hội đồng với các quan địa phương, dò xét tính tình người Hoa Kỳ. Sau cuộc điều tra cẩn thận, Hội đồng tư trình về Cơ mật rằng: “Trên thuyền Mỹ có người tên Nghĩa Đức Môn (Edmund Roberts) và tên Đức Giai (Georges Thompson), vâng mạng lệnh Quốc trưởng nước Hoa Kỳ đem thư sang, yêu cầu được lập thương ước. Hai người ấy cử chỉ nhã nhặn, có vẻ văn minh; duy bản quốc thư chúng tôi đã dịch ra chữ nho, đính theo đây, thì có nhiều câu không hiệp thể tấu đối”. Bức quốc thư của nước Mỹ (bản dịch chữ nho):
“An-đô Tổng thống nước Mỹ, kính gửi sang Bạn Chí quý Chí tôn.
Tôi giao bức thư này cho ông Nghĩa Đức Môn, là một công dân xứng đáng của Hiệp chúng quốc, và là Đặc sứ của Mỹ Lợi Kiên.
Tôi mong Bạn Chí quý Chí tôn, lấy lòng nhân đức, và đặt tín nhiệm vào người thay mặt cho tôi, khi người này cam đoan tấm lòng thành thực của tôi đối với Bạn Chí tôn Chí quý.
Vì muốn bảo đảm cả các phương diện, cho nên tôi có đóng ấn Hiệp chúng quốc vào bức thư này.
Viết tại thành Hoa Thịnh Đốn, ngày 21/1/1832, tức là năm thứ 56 kể từ ngày nước Mỹ ly Anh độc lập.
Thừa lệnh của vị Tổng thống, Quốc vụ khanh: Lê Vinh Tôn ký thế và áp quốc ấn”.
Viện Cơ mật tra cứu lại 13 năm trước, John White đã đến Sài Gòn, có gửi về dâng lên Tiên Hoàng một vật báu của Mỹ. Nay Nghĩa Đức Môn đến, bất ngoại là tìm lối giao thông, để lập thương ước riêng; bèn phúc lại cho Hội đồng biết rằng: “Hoàng đế chuẩn cho Nguyễn Tri Phương, Lý Văn Phúc quyền lãnh chức Thương bạc để giao thiệp với Đặc sứ Mỹ, thay mặt cho Chính phủ Đại Nam. Nếu nước Mỹ muốn thông thương thì cứ theo thể lệ hiện hành, và thuyền phải vào vịnh Trà Sơn (cửa Hàn) để cho tiện bề kiểm soát”. Sau khi được lệnh, thì thuyền Mỹ nhổ neo đi. Cách 3 năm, nhà cầm quyền Mỹ ký thương ước với Pháp, với Anh và Hà Lan; còn phái giao dịch hàng hóa với Á Đông, mới phái sang một sứ đoàn, cũng đặt Nghĩa Đức Môn làm Đoàn trưởng.
Năm Bính Thân (1836), thuyền Mỹ đến Xiêm, được trên vua hoan nghinh, ký liền một bản thương ước. Ngày 20 tháng 4 năm ấy, Nghĩa Đức Môn đến vịnh Trà Sơn, tuân theo huấn lệnh năm xưa, kỳ này, xứ đoàn mong cho được thành công hơn kỳ trước. Minh Mạng hỏi Thị lang Hoàng Quýnh: “Nên tiếp sứ đoàn Mỹ cách thế nào?”. Hoàng Quýnh mới tâu: “Theo với bức thư năm trước, thì người Mỹ quỷ quyệt lắm. Đời nhà Hán không muốn cho Hung Nô phía bắc vào, đã phải đóng chặt Ngọc Môn quan. Ngoài chính sách này, chúng thần trộm tưởng không có phương pháp gì hơn.” Vua đổi chính sách ban lại với Hoàng Quýnh rằng: “Kỳ này, nếu ta còn cự tuyệt, thì người Mỹ sẽ cho dân tộc ta hèn nhát, sợ bạn phương xa. Vậy ta cho Đào Trí Phú và Lê Bá Thận lãnh chức Ngoại giao, vào cửa Hàn rước sứ đoàn của Mỹ.” Các quan vâng lệnh vào Đà Nẵng, chẳng may Đoàn trưởng vi hòa. Đào Trí Phú cho người đến hỏi thăm, bệnh nhân cũng cho người đi đáp tạ; song vì mỗi ngày mỗi thêm trầm trọng, cho nên thuyền Mỹ vội trở về.
Năm Canh Tuất (1850), thuyền Hoa Kỳ đến Đà Nẵng; xin giao hảo thông thương; song vua Tự Đức không cho, vì bất đồng văn hóa.

## Với phương Tây

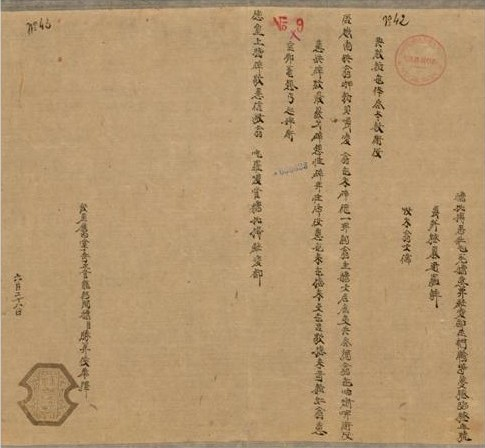
Văn bản trình thư của Vua Anh gửi cho Hoàng đế Gia Long (1817)

Cũng theo đường lối của hai triều Minh Mạng và Thiệu Trị, vua Tự Đức khước từ mọi việc giao thiệp với các nước ngoài, dầu việc giao thiệp chỉ nhằm phục vụ thương mại. Năm 1850 có tàu của nước Mỹ vào cửa Hàn có quốc thư xin thông thương nhưng không được tiếp nhận.
Từ năm 1855 các nước Anh, Pháp, Tây Ban Nha nhiều lần có tàu vào cửa Hàn, cửa Thị Nại và Quảng Yên xin thông thương cũng không được. Sau khi Gia Định bị người Pháp chiếm, việc ngoại giao giữa triều đình với các nước phương Tây khó khăn, Tự Đức mới thay đổi chính sách, đặt ra Bình Chuẩn Ty để lo buôn bán và Thượng Bạc Viện để giao dịch với người nước ngoài nhưng không có kết quả vì những người được ủy thác vào các việc này không được học gì về ngoại giao.